# Montserrat Niubó i Prats
Montserrat Niubó i Prats (Badalona, 1934 - 1994) fou la primera dona a organitzar una trobada de puntaires a Catalunya, fet que possibilità la sortida al carrer d'un gran nombre de dones puntaires catalanes. És germana de la pintora catalana Maria Niubó.
L'any 1983 va començar a donar classes de labors al local L'Obrador. Posteriorment va organitzar cursos als centres cívics de Badalona. L'any 1986 va representar a Catalunya en un concurs de puntaires a França i a indrets de la resta d'Espanya. L'any 1987 va organitzar la primera trobada de puntaires a la Rambla de Badalona, improvisant una trobada amb 50 altres dones per a fer puntes de coixí. Aquesta va esdevenir la primera trobada de puntaires de Catalunya. En la tercera edició la trobada va arribar al miler de participants d'arreu de Catalunya. En l'edició de l'any 2010 van participar-hi 4.000 puntaires. Paral·lelament, Montserrat Niubó va fundar l'Associació de Puntaires de Badalona per a millorar la coordinació entre totes les participants de les trobades que es feien a Badalona i a arreu de Catalunya.
Va morir l'any 1994 de celiaquia. L'Associació de Puntaires passà a anomenar-se Associació de Puntaires Montserrat Niubó de Badalona.